# قوشا بلاغ سفلي
قوشا بلاغ سفلي (بالفارسية: قوشابلاغ سفلی) هي قرية تقع في قسم ببه‌جيك (مقاطعة تشالدران) في إيران. يقدر عدد سكانها بـ 102 نسمة بحسب إحصاء 2016.